# Trinitatiskirche (Gera)

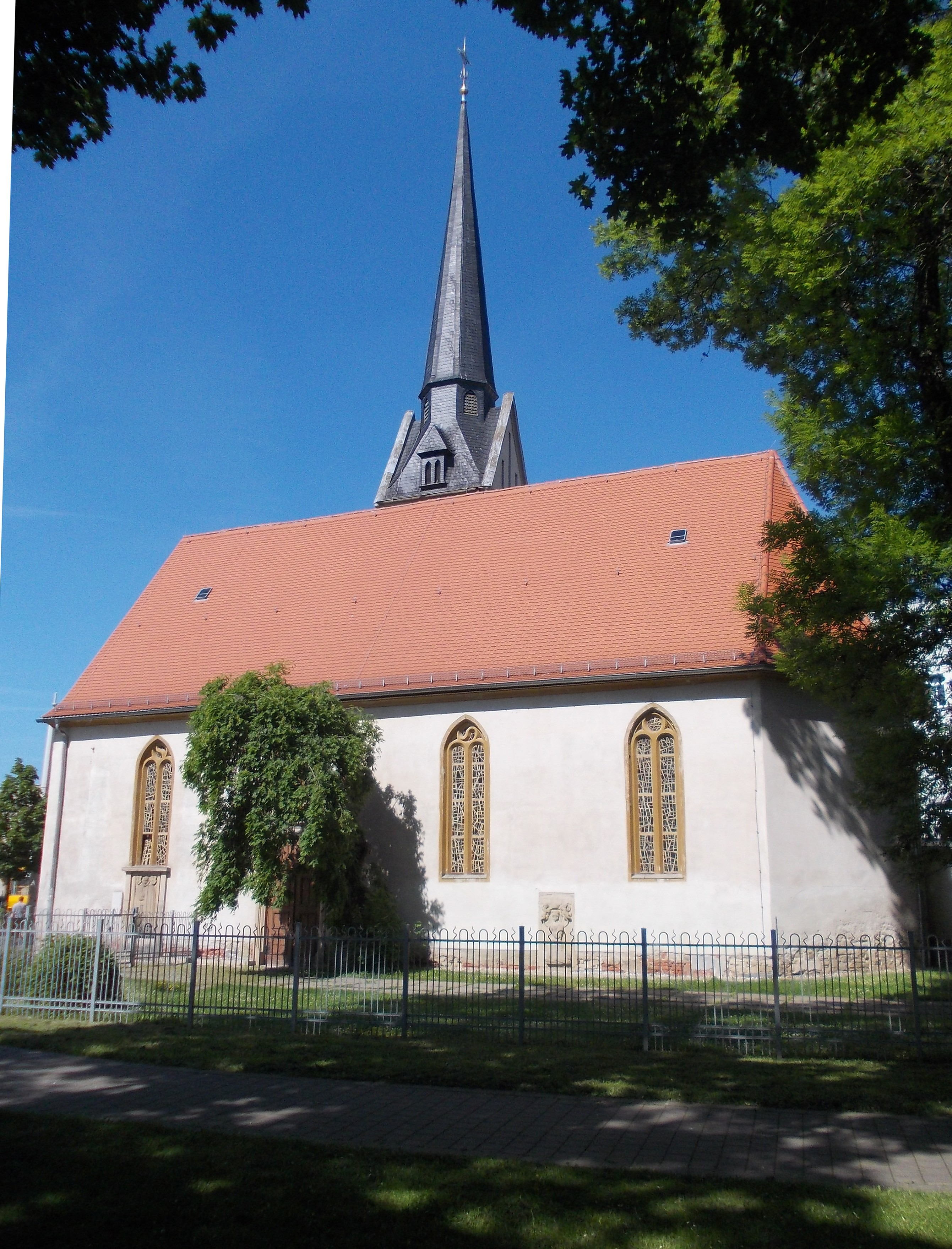
Trinitatiskirche (2014)

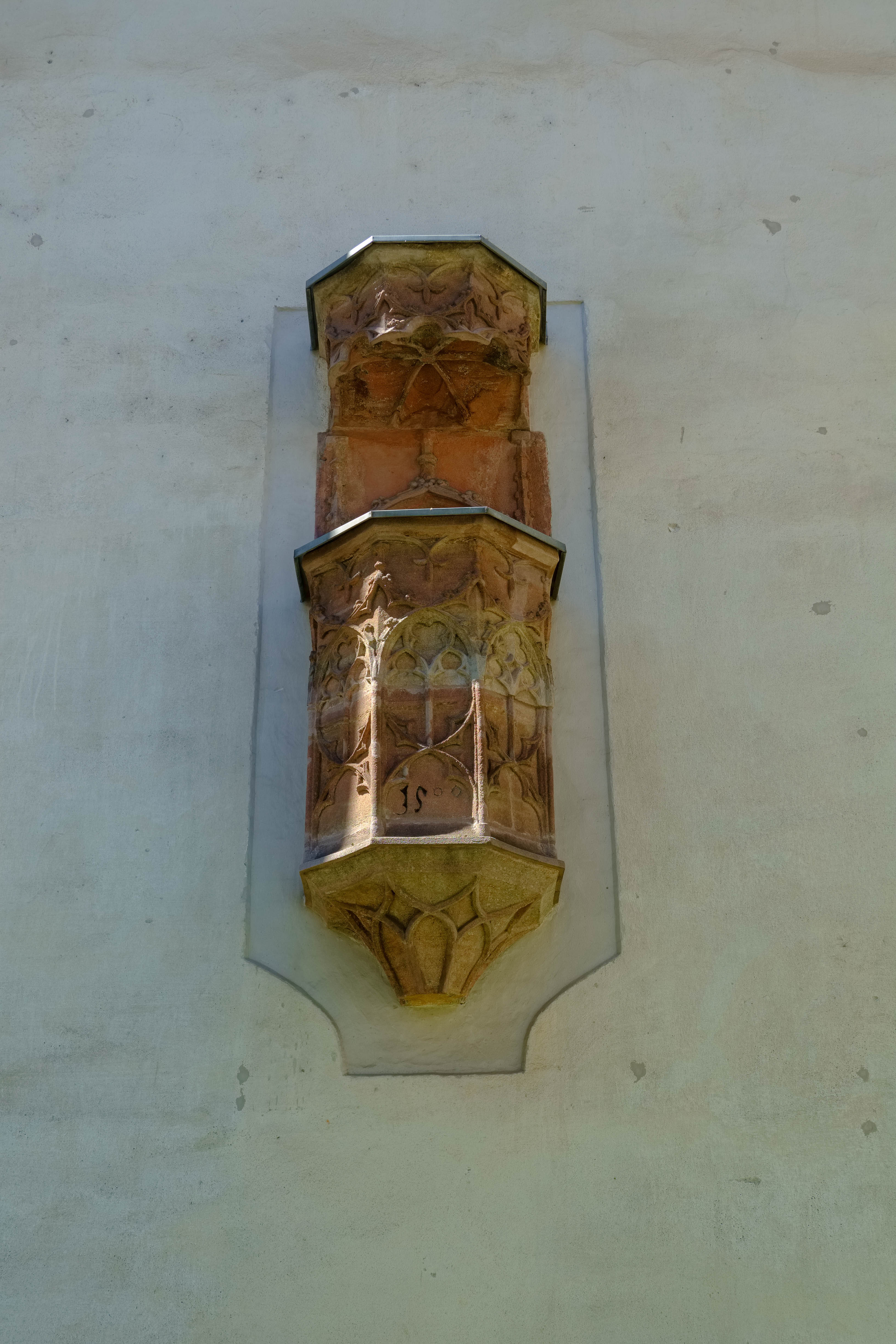
„Tetzelkanzel“ an der Ostseite der Kirche

Die Trinitatiskirche ist eine evangelische Kirche in der Heinrichstraße im Stadtzentrum von Gera. Ursprünglich befand sich die Kirche am nordöstlichen Ende des städtischen Friedhofes. Dieser ging 1900 in den Besitz der Stadt über und wurde 1910 geschlossen. Ab 1920 wurde der Friedhof zu einem Stadtpark, dem heutigen Park der Jugend, umgestaltet.

## Geschichte

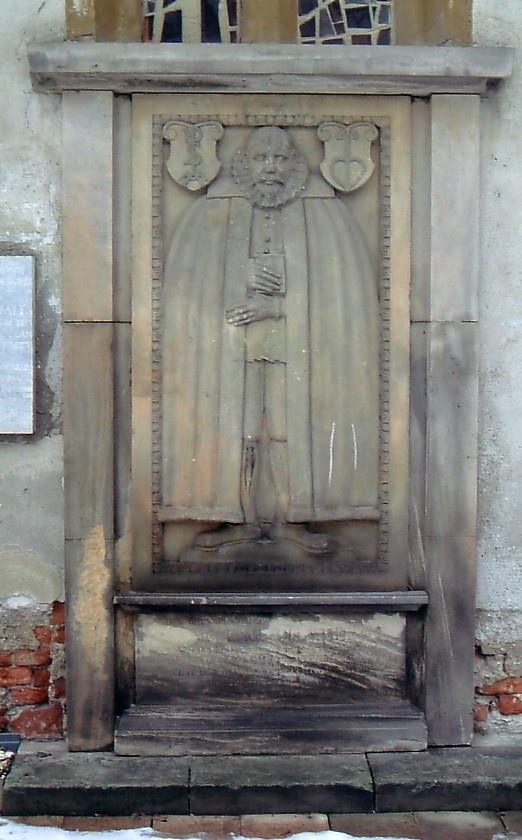
Epitaph für Nicolaus de Smit

Die heutige Heinrichstraße war ursprünglich die westliche Ausfallstraße der Stadt Gera. Hier entstanden außerhalb der Stadtmauern die mittelalterliche St.-Wolfgangs-Kapelle sowie das am 15. Februar 1482 erstmals erwähnte Hospital. 1609 bis 1611 wurde durch Simon Reiske die heutige St.-Trinitatis-Kirche als Friedhofskirche im Renaissancestil errichtet. Nachdem die alte Johanniskirche 1639 bei einem Feuer zerstört worden war, das plündernde schwedische Soldaten gelegt hatten, fanden die Ersatzgottesdienste bis zum Wiederaufbau der Kirche im Jahr 1641 in der Trinitatiskirche statt.
1841 wurde die alte Wolfgangskapelle abgerissen. Ihre Glocke von 1518 kam in die Trinitatiskirche, wohin sie, ursprünglich zur Einschmelzung im Zweiten Weltkrieg abgeliefert, 1969 wieder zurückkehrte. Die Außenkanzel der Kapelle wurde an der Ostseite der Trinitatiskirche angebracht. Sie stammt von 1500 und wird auch als Tetzelkanzel bezeichnet.
Ab 1. Juli 1886 wurde die Trinitatiskirche als bisherige Friedhofskirche zur Pfarrkirche für den Süden der stark angewachsenen Stadt Gera bestimmt (einschließlich des damaligen Vorortes Pöppeln (heute: Heinrichsgrün) und der Gemeinde Debschwitz). 1899 wurde an der Ostseite ein Kirchturm gebaut; ein ursprünglich geplanter zweiter und dritter Turm (die die namengebende Dreieinigkeit symbolisieren sollten) kamen über Planungen nicht hinaus.
Bei den Restaurierungen 1968–1970 wurden neogotische Umgestaltungen teilweise wieder rückgängig gemacht und die im Stadtmuseum gerettete Emporenbrüstung wieder eingebaut. Die bemalte Balkendecke aus der Erbauungszeit wurde freigelegt und restauriert.
1970 wurden in die Trinitatiskirche die Kanzel der ehemaligen Schlosskirche von Reinhardsbrunn im Thüringer Wald (ca. 1615) sowie der Taufstein aus der Kirche des abgebaggerten Dorfes Culmitzsch verbracht.
1998 wurde die Heinrichstraße im Zusammenhang mit dem Bau des Einkaufszentrums Gera Arcaden neu gestaltet. Am Standort der Kirche, wo nicht weniger als sechs Straßen zusammentreffen, wurde ein Verkehrskreisel angelegt, der wegen seiner Lage auch als Trinitatiskreisel bezeichnet wird.
Im Sommer 2007 wurde das Kirchengrundstück und die der Stadt gehörende Parkanlage durch einen Zaun abgegrenzt, so dass zwischen Kirche und Kreiskirchenamt ein eigener Kirchhof geschaffen wurde.
An der westlichen Außenwand der Trinitatiskirche befindet sich eine Grabplatte für Nicolaus de Smit, die 1841 anlässlich des 300. Geburtstages De Smits von der Geraer Zeugmacherinnung erneuert wurde.